# ゲイリー・ヴァレンタイン
ゲイリー・ヴァレンタイン（Gary Valentine、1961年11月22日 - ）は、アメリカ合衆国の俳優。俳優のケヴィン・ジェームズは弟。

## 出演作品
- 闘魂先生 Mr.ネバーギブアップ（エリック・ヴォス）
- ゼウスのハロウィン おばけ屋敷で大騒動
- ゼウス クリスマスを守った犬
- FARGO/ファーゴ